# 몬테로니다르비아
라폴라노테르메(이탈리아어: Monteroni d'Arbia)는 이탈리아 토스카나주 시에나도에 있는 코무네다. 피렌체에서 남쪽 60 km, 시에나에서 남동쪽 13 km 거리에 있다. 이곳의 명칭은 옴브로네강의 지류 중 하나인 아르비아 개울에서 따왔다.